# Moní Kakís Thalássis
Moní Kakís Thalássis (Moni Kakis Thalassis) är en ort i Grekland.   Den ligger i prefekturen Nomarchía Anatolikís Attikís och regionen Attika, i den sydöstra delen av landet, 30 km sydost om huvudstaden Aten. Moní Kakís Thalássis ligger 244 meter över havet och antalet invånare är 166.
Terrängen runt Moní Kakís Thalássis är kuperad västerut, men österut är den platt. Havet är nära Moní Kakís Thalássis åt nordost.  Närmaste större samhälle är Artémida, 14,7 km norr om Moní Kakís Thalássis. 